# 普米族
普米族（普米语：trhwit mim，藏語：ཕྲོང་མི་，威利转写：phrong mi）是中国云南的一个少数民族，主要聚居于怒江傈僳族自治州的蘭坪白族普米族自治縣和麗江市的寧蒗、玉龙、永勝等地以及迪慶藏族自治州的維西傈僳族自治縣。2020年人口为45012人。

## 族源和歷史
普米族是中國古代民族氐羌的后裔，漢文史書稱之為“西番”:1、“巴苴”:1等；其自稱為“普英米”、“普日米”或“培米”:1等；周围的纳西族和藏族人称他们为“巴人”，是同一名稱的變體，意為“白人”:1。普米族和普米藏族实为同根同源之一体，它们均是来自普米口传文明史中的“直吾布知东（普米语：txiip xgut puut txiit donp），普米冉贡祖（普米语：trhwit mit zrevp gont tsuum）”的源头，这句表现族群来源的词句一般被理解为“雪水汇集之地，普米四祖分流”。有关这句话的表述和解释，不同的专家、学者和族群内部长者有不同的看法和见解，但溯源其历史基本事实都指向喜马拉雅文化圈的范畴。
最初的普米族可能属于古羌人中的一支，居于甘肃省南部和青海省东部，后来进入青藏高原的东部地区:6。因西羌与秦国斗争失利，所以其中的一部分南迁至四川邛崃山脉以西，金沙江、雅砻江和大渡河之间的地区:1，形成了许多小的国，其中的筰都夷即为普米等族的先民:7。后从贡嘎岭地区、巴塘、理塘:9逐渐南迁至九龙、越西、冕宁、西昌及云南一带:1:9。元世祖征大理时，部分普米人从贡嘎岭随军南下，定居滇西北:1。

## 根骨四脉
普米族人和普米藏族人在举行丧葬等某些特殊仪式时，通常会进行“指路”，意在将亡灵送回祖先之地，在这类祭词片段中，韩规祭司或成年男性所背诵的本家支系谱系，均以“txiip xgut puut txiit donp直吾布知东，trhwit mit zrevp gont tsuum 普米冉贡祖”作为起点，紧接着就是四个根骨即支系的名称，通常用“gonm”来表示，它们分别是：sat jap ponp bat gonp萨雅本巴贡，buut nint swit muvt gonp布尼岁姆贡，xgup nit lhet kit gonp吾尼勒格贡，rip rat tat tshit gonp雅拉达泽贡，此四脉的名称念诵完成之后，就按照各家支的族谱绵延下去，一直念诵到本家现存的男性的上一层级之名为止。有研究者认为，四脉叙述中的“gonm”象征的是地理标识，即山脉或神山，四脉之名的后缀均有“gonm”，意味着先祖将神山崇拜和族群支系名称合二为一，借以表达对本族群无上的敬畏和神圣的膜拜之情。

## 自称与民族识别
以口传文明史“直吾布知东（普米语：txiip xgut puut txiit donp），普米冉贡祖（普米语：trhwit mit zrevp gont tsuum）”为源头的族群，一般自称“普米”，这个称呼和《后汉书•明帝纪》中所述的“白狼槃木”之“槃木”，为同一概念，均是trhwit的异读。中华人民共和国建立后国家进行全国范围内的民族识别工作，于1956年和1958年先后派工作队对云南、四川等地的少数民族开展调查，然后将四川省九龙县、木里县、盐源县等地的普米群体划归藏族，将居住四川省盐边县的普米群体划归纳西族，将云南境内的普米于1961年单列为普米族。

## 语言文字

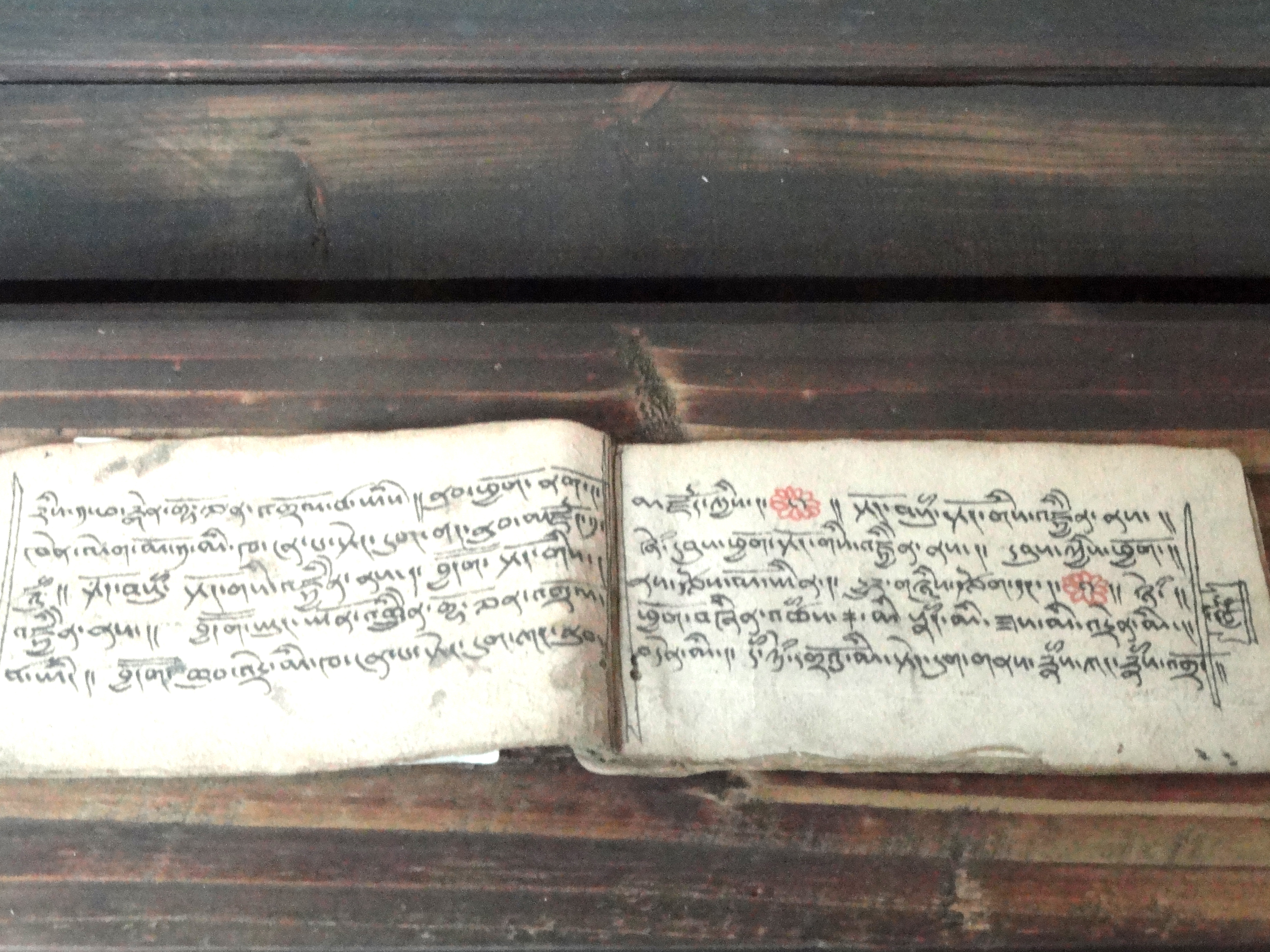
普米族用古藏文书写的韩规文书，现藏于位于中国云南省昆明市的云南民族博物馆。

普米族的语言是普米语，屬于漢藏語系藏缅语族的羌語支，分南北兩個方言區。居住在四川省木里、鹽源以及九龍等地的約25000名藏族人也說普米語，其中木里縣人數最多，約有18000人。除使用普米語之外，多數人兼通漢語和一些鄰近民族的語言。
普米族沒有文字，但普遍使用一种刻划符号，寧蒗和木里:4有供巫师记载宗教仪式的图画文字:2，称为韩规文或丁巴文:82。寧蒗的普米族曾經使用過一種以藏文拼寫的文字，但流傳不廣。

## 经济和社会

### 农业
普米族居住的横断山脉地区气候温和，物产丰富，故主要从事山地农业生产，以农产品为主要生活来源，并兼营畜牧、家庭手工业及其他。平均每一个农户有四十到八十亩土地，大多土地由冲积土形成，少部分是沙土地或由沼泽地开垦而来。作物的产量与平原高产地区相对来说较低。:22-24
传统作物以玉米、洋芋、稗子、青稞、燕麦、大麦、荞麦、小麦为主；种植豆类的品种较多，有黄豆、豌豆、蚕豆、小豆等；油料作物有葵花籽和油菜籽，麻类则以大麻为主。蔬菜有白菜、油菜、元根、萝卜、茄子、南瓜、四季豆等；水果有梨、苹果、桃、李和核桃等。:23-24
开荒分为生荒和熟荒，开垦后留下的杂草树木烧成灰做肥料。普米族人翻地时多用牛耕，并注意间作、套种、休耕和轮耕；休耕期间，土地作为牧场使用。通常使用饲养牲畜产生的圈肥、灰土一类的农家肥和火烧肥。:22

### 畜牧业和狩猎
畜牧业处于次要地位，但仍然极为发达。一般饲养猪、羊、牛、骡、马、狗、鸡、蜂等动物。:22
普米族家家户户都养猪；一般在冬天宰杀，做成猪膘；每年三分之一的粮食用作饲料喂猪。其次是养羊；每逢节庆、祭祀、婚丧和贵客来临，他们都要杀羊；每只羊每年可以剪两次毛，能得到四两羊毛。饲养的牛有黄牛和水牛。黄牛既用作役使，也可以食用；水牛则一般不食用。每家平均都养几匹骡马，用作骑用和驮运货物。他们养狗主要是为了守门，并且不吃狗肉，也不售卖狗。每户都养鸡，而且有收养野蜂的习惯。:23-25
普米族人通常猎取雁鹅、山鸡、斑鸠、熊、野猪、豹、狼、麂、岩羊、马鹿、獐、狐狸、兔子等动物。狩猎时常常是集体活动，使用弩、枪、矛、套索、铁锚等，并带着猎狗。猎取物参加狩猎的猎人平均分配；猎到熊时，全村平均分配，一户一份。:25-26

### 手工业和副业
手工业大都是对农副产品的加工，有纺织、制革、铁器制造、酿酒、榨油、竹器编织等。:27
普米人善于纺织，除了解决本民族的穿衣以外，有时还向邻近其他民族出售纺织品。原料主要使用牦牛毛、山羊毛、绵羊毛、麻或某些野生植物的纤维；其中牦牛毛主要从藏区输入，绵羊毛除自产外还有一部分从彝族地区输入。织机有原始腰机和水平织机两种，通常使用的花纹有马头纹、铜壶纹、鱼纹、剪刀纹、水波纹等。:27
普米人的铁器制造技术从邻近的汉族学来，可以制造部分生产、生活用具，但不会冶炼。铁匠只在农闲时制造铁器，平时参加农业劳动。:27
普米人中酿酒户非常多，每年要用三分之一的粮食来酿酒。制成的酒分为黄酒、白酒和甜酒；其中黄酒被称为“苏里玛”。甜酒只有在节日或招待客人时才作。:28
普米人食用动物油或植物油。榨油的原料有葵花籽、油菜籽和刺青果；其中刺青果榨的油是普米族地区的特产。:28

## 集聚地
- 自治县
  - 兰坪白族普米族自治县（云南省怒江州）

- 自治乡镇
  - 翠玉傈僳族普米族乡（云南省丽江市宁蒗县）

## 文化和民俗
普米族的本籍是源自喜马拉雅文化圈的游牧民族，但是文化也是受到藏传佛教哲学的影响。

### 民俗
普米族有敬狗的风俗。:6

### 节庆
本民族最大的節日為“吾昔”，即普米新年，在汉族农历的臘月初八吃新年飯。也有的按照藏族系统庆祝罗萨节。

### 服饰
中华人民共和国之前普米族的服饰各地略有不同，其中宁蒗地区的保持民族传统较多。:96

#### 儿童
普米族的儿童在十三岁以前均穿麻布长衫，其形状类似于旗袍，右开襟。腰部扎一根麻布腰带，其两端有纺织的花纹，尾部有线穗。头戴帽子，脚穿皮鞋。戴耳环和银制手镯；过去通常带大耳环，近代改为以彩线穿耳，下系碧玉。:60
女孩留长发，编成小辫，栓在前方；其上佩珠，以红绿为主，多达上千颗，重至一、两斤。衣领上配有银扣。帽子用布缝制，上边呈猫头形状，双耳挺立；有的帽子在前面缝一对獐牙，据说其中含有麝香，有辟邪作用，若遇到蛇咬，可取出解毒；有的帽子在前部饰有五个银制菩萨，是祈求保佑娃娃吉利平安之意。:60
男孩的头发前部和左、右共有三根小辫子；有的地区男孩剃光头，只在头顶上留一小撮头发，编成一个小辫子。戴用羊毛线制成的套头帽，在面部留有眼孔，帽顶有一个大线穗。:60

#### 女子
青年妇女均穿棉布制的短上衣；过去多使用白色，如今使用白色、黑色、红色等多种颜色；右开襟，下襟较短，窄袖高领。春秋天穿用条纹缝制、领和衣边镶嵌金银边的夹衣，称作“金领衣服”。:61
成年妇女披山羊皮、绵羊皮、牦牛皮制成的披肩，其中以山羊皮为贵；披肩大多选用洁白的毛皮制成。在披肩上系两根袋子，系在胸前；白天可防寒，坐时当垫子，睡时当褥子。:61兰坪、维西一带的妇女常常佩戴颜色鲜艳的带子，腰系叠缀花边的围腰布。留长发，梳辫子，喜用大块黑布（称为“大包头”或“帕子”）包缚头部；包头布长达3－5米，宽1尺左右，并喜戴假发。假发大多用牦牛尾作成，并在发际拴上若干蓝、紫彩线和串珠，戴耳坠或银环，脖子上悬挂珊瑚、玛瑙和料珠。胸前佩戴银链子，并带有手镯和银戒指。:61
妇女的腰带比儿童的腰带要长，有麻、毛两种，两端绣的花纹和线穗都制作的较为美丽，图案有蝴蝶、铜壶、剪刀等等。结交异性朋友时，通常以此为信物，与男方交换。他们的腿部多捆绑用麻制成的绑带，长一米多，宽约15厘米。通常穿皮鞋；夏天时常穿用山草和麻皮制成的草鞋。:61
宁蒗地区的妇女多穿束腰、多褶的百褶裙，常用白、蓝等色的棉麻布制成，并有几乎拖至脚面的长裙。劳动和走路时，她们将裙子从左面提起，褶在腰间。在裙子中间，通常都横绣一道红色彩线，称为“纳珠”；据说这是祖先的迁徙路线，人死后需要靠这条线找到归宿，否则就回不到老家。:61

#### 男子
青壮年男子穿短上衣，右开襟，用银质纽扣，穿肥脚裤子，大多喜用黑色，少数用蓝色，外穿一件长衫，束白羊毛制作的腰带；腰带两头绣花，富贵人家穿氆氇长衫:96。缠麻布或毡:96裹腿，冬穿牛皮鞋，夏穿草鞋，有时赤脚:96。留长发，有时也用丝线把假发包缠在头上，也有的剃光头，仅在头顶留一撮发，编成辫子，盘在头顶。有戴帕子的，有戴圆形毡帽的，有戴大瓜皮帽的；冬天有时戴与儿童相似的套头帽。最近也流行戴盆檐礼帽，有的还镶金边。男子的装饰品有手镯和戒指，有人也戴耳环，但仅左边扎一个耳朵眼；腰间佩戴长刀和麂皮口袋，内装火镰、火镜、火草、火石等取火之物。:62

#### 老人
老年人的衣服与成年人相似，只是多用黑色。不带饰物，不戴假发，包头布也青年人更长。一律扎白色腰带，很少穿鞋。:62
老年男子蓄长发，用丝线把头发包缠于顶；也有的剃光头，仅于头顶留一撮发，缠盘于顶。头包帕或戴毡帽，最近流行戴盆檐礼帽，有的还镶金边。:96

#### 床上用品
从前由于生活贫困，普米族人白天席地而坐，冬天晚上仅披毡环火而眠，有的人只能在燕麦草中过夜。如今普米族人的铺盖床褥已经有了改善；自织的毛毯一般长两米，宽约一米半；原料有牦牛毛、山羊毛和绵羊毛，每家都有两三床。麻布毯子是用粗麻线织成，孔眼很大。除此之外，有的人家也购买棉被、毯等床上用品。:62-63

### 饮食
普米族的主要饮食包括吹肝、粑粑、米灌肠、酥油茶等。

#### 古代
普米族人的先民在没有炊具和器皿的情况下，曾用石头考粑粑、羊胃煮肉、木桶煮食、木槽热水等。:63
石头烤粑粑首先将石头烤的炽热，然后再将加水调好的粑粑面包放在石头上，片刻即熟；或者把一块石板架起类似锅庄的形状，下面烧火，上面考粑粑。:63
羊胃煮肉要先将羊胃洗净掏空，中间装上水和羊肉，放在火堆上烤，因为有水所以烤时不易破裂。:63
木桶煮食是先将木桶中装满凉水，然后向其中放入炽热的石块，直至温度够高，水开食熟为止。木槽热水与此大致相同。:63

#### 主食
普米族生产的粮食主要是包谷、青稞、大麦、燕麦和荞麦；:63主食即是这些粮食的烤制、煮制品和各种粮食的粉:64。普米族人经常吃煮面片；成年人常吃较硬的烤粑粑，老人小孩食用烤稀面饼:64。节日时，普米族人也制作油饼和麻花等食品:64。
荞麦、燕麦、稗子、水稻等去皮蒸煮后捷克制成饭。荞麦煮出的饭叫做“牛头饭”；玉米饭比较常见，有时也煮粥喝；他们很少有人吃到过大米饭；稗子出饭率高，而且能量也高；燕麦多与猪油搭配来煮粥。:64
糌粑面是普米族的传统食物，原料有大麦、燕麦、荞麦、玉米等。先将粮食炒熟，放在手碓或脚碓中舂成粉末，再用筛子筛过，做成粘粑面。可用冷水或开水冲调食之，喝茶时可做点心。:63
仲宗是一种特殊的烤制食品，做法是先把燕麦面和好，做成粑粑状，外面抹上油或事先在面中掺入油盐，用树枝串上，放在火上烤。:64

#### 荤食
普米族食肉量较大，主要食用猪、羊、牛、鸡肉。:64
普米人喜欢煮坨肉，吃时每人一坨。请客一般有肥、瘦和大碗肉；如果是盛宴，要当着客人的面宰杀牛、羊或猪、鸡，已代表诚心待客。:64
猪肉分为新鲜肉、猪膘肉和腊肉。在冬天、遇到节庆或有贵客来了，普米族都会杀猪。在刚杀完猪或请客后客人要走时都要送出猪膘肉，称作“散份子”；有时也送出内脏，大家同吃一个猪心，象征着家族齐心协力，团结一致。:64

## 宗教

### 丁巴教
普米族信仰原始宗教丁巴教，后改称韩规教。其巫师原称“丁巴”，后改称“韩规”或“师毕”。:71
“丁”意为土地，“巴”意为普米族，丁巴教即指普米土地上的宗教；其巫师丁巴是由巴丁女神的名称转化而来。古时丁巴教的巫师都是由女性担任的，他们视巴丁为丁巴女神的继承人，是能够通神的。
寧蒗的普米族受藏文化影響而信仰藏传佛教。

### 名字
在普米语北部方言区，一部分的普米族使用藏族的名字，在普米语南部方言区，大部分普米族使用汉名。